# Zarzosa
Zarzosa est une commune de la communauté autonome de La Rioja, en Espagne.

## Démographie
| 1900 | 1910 | 1920 | 1930 | 1940 | 1950 | 1960 | 1970 | 1981 |
| ---- | ---- | ---- | ---- | ---- | ---- | ---- | ---- | ---- |
| 310  | 175  | 188  | 132  | 119  | 101  | 61   | 17   | 20   |

| 1991 | 2001 | 2011 | - | - | - | - | - | - |
| ---- | ---- | ---- | - | - | - | - | - | - |
| 17   | 11   | 15   | - | - | - | - | - | - |

## Administration

### Conseil municipal
La ville de Zarzosa comptait 14 habitants aux élections municipales du 26 mai 2019. Son conseil municipal (en espagnol : Pleno del Ayuntamiento) se compose donc de 3 élus.
| Parti | Parti                                    | Voix | %    | Élus  |
| ----- | ---------------------------------------- | ---- | ---- | ----- |
|       | Parti populaire (PP)                     | 12   | 80 % | 3 / 3 |
|       | Parti socialiste ouvrier espagnol (PSOE) | 3    | 20 % | 0 / 3 |

### Liste des maires
| Mandat    | Maire | Maire                   | Parti |
| --------- | ----- | ----------------------- | ----- |
| 1979-1983 |       | Ángel Rodríguez Rodrigo | UCD   |
| 1983-1987 |       | Ángel Rodríguez Rodrigo | AP    |
| 1987-1991 |       | Ángel Rodríguez Rodrigo | AP    |
| 1991-1995 |       | Ángel Rodríguez Rodrigo | PP    |
| 1995-1999 |       | José María Sáenz Blanco | PP    |
| 1999-2003 |       | José María Sáenz Blanco | PP    |
| 2003-2007 |       | José María Sáenz Blanco | PP    |
| 2007-2011 |       | José María Sáenz Blanco | PP    |
| 2011-2015 |       | José María Sáenz Blanco | PP    |
| 2015-2019 |       | José María Sáenz Blanco | PP    |
| 2019-2023 |       | José María Sáenz Blanco | PP    |